# بخش وست مورلند
بخش وست مورلند (به لاتین: Westmoreland Parish) یک منطقهٔ مسکونی در جامائیکا است که در شهرستان کورنوال، جامائیکا واقع شده‌است. بخش وست مورلند ۸۰۷ کیلومتر مربع مساحت و ۱۴۴٬۸۱۷ نفر جمعیت دارد.